# Gottfried Daume
Gottfried Daume (* 3. Mai 1867 in Sömmerda; † 6. Juli 1938 in Hamburg) war ein deutscher evangelischer Pfarrer und Autor.

## Leben
Daume, Sohn eines Lehrers und Kantors, studierte an den Universitäten Tübingen, Leipzig und Halle und wurde 1897 ordiniert. Von 1899 bis zu seinem Ruhestand 1931 war er Pfarrer in Seehausen (Altmark).
Daume machte sich insbesondere als Heimatforscher der Altmark einen Namen.

## Schriften (Auswahl)
- Bilder aus Seehausens Vergangenheit. 1-3. Seehausen i.A. 1904–1914; 2. Auflage 1925.
- Die Besiedlung des Zehrentales. 1922.
- Die Einführung des Christentums in den nordöstlichen Teil der Altmark. 1925.
- Das Weichbild der Stadt Seehausen i.A. 1925.